# Cyklistika na Letních olympijských hrách 1908
Cyklistické soutěže na Letních olympijských hrách v Londýně.

## Dráhová cyklistika

### Muži
| Kategorie                | Zlato                                                                                        | Stříbro                                                                   | Bronz                                                                                  |
| ------------------------ | -------------------------------------------------------------------------------------------- | ------------------------------------------------------------------------- | -------------------------------------------------------------------------------------- |
| 660 yardů                | Victor Johnson · Velká Británie (GBR)                                                        | Émile Demangel · Francie (FRA)                                            | Karl Neumer · Německo (GER)                                                            |
| 5 km                     | Benjamin Jones · Velká Británie (GBR)                                                        | Maurice Schilles · Francie (FRA)                                          | André Auffray · Francie (FRA)                                                          |
| 20 km                    | Clarence Kingsbury · Velká Británie (GBR)                                                    | Benjamin Jones · Velká Británie (GBR)                                     | Joseph Werbrouck · Belgie (BEL)                                                        |
| 100 km                   | Charles Bartlett · Velká Británie (GBR)                                                      | Charles Denny · Velká Británie (GBR)                                      | Octave Lapize · Francie (FRA)                                                          |
| sprint (jednotlivci)     | Závod prohlášen za neplatný, ve finále byl překročen časový limit                            | Závod prohlášen za neplatný, ve finále byl překročen časový limit         | Závod prohlášen za neplatný, ve finále byl překročen časový limit                      |
| tandem                   | Francie (FRA) · André Auffray · Maurice Schilles                                             | Velká Británie (GBR) · Frederick Hamlin · Horace Johnson                  | Velká Británie (GBR) · Charles Brooks · Walter Isaacs                                  |
| stíhací závod (družstva) | Velká Británie (GBR) · Benjamin Jones · Clarence Kingsbury · Leonard Meredith · Ernest Payne | Německo (GER) · Max Götze · Rudolf Katzer · Hermann Martens · Karl Neumer | Kanada (CAN) · William Anderson · Walter Andrews · Frederick McCarthy · William Morton |

## Přehled medailí
| Pořadí | Země                 | Zlato | Stříbro | Bronz | Celkově |
| ------ | -------------------- | ----- | ------- | ----- | ------- |
| 1.     | Velká Británie (GBR) | 5     | 3       | 1     | 9       |
| 2.     | Francie (FRA)        | 1     | 2       | 2     | 5       |
| 3.     | Německo (GER)        | 0     | 1       | 1     | 2       |
| 4.     | Belgie (BEL)         | 0     | 0       | 1     | 1       |
| 4.     | Kanada (CAN)         | 0     | 0       | 1     | 1       |